# Diadasina
Diadasina is een geslacht van vliesvleugelige insecten uit de familie bijen en hommels (Apidae)

## Soorten
- D. callura (Cockerell, 1918)
- D. distincta (Holmberg, 1903)
- D. humilis (Vachal, 1904)
- D. minuta (Friese, 1908)
- D. monticola (Moure, 1944)
- D. nigra (Friese, 1910)
- D. paraensis (Ducke, 1913)
- D. parahybensis (Cockerell, 1912)
- D. riparia (Ducke, 1907)
- D. separata (Holmberg, 1903)
- D. singularis (Brèthes, 1910)
- D. specularis (Vachal, 1909)
- D. tarijensis (Brèthes, 1910)
- D. tucumana (Brèthes, 1910)